# Tramlijn Turkijensedijk - Stroopuit
De Tramlijn Turkijensedijk - Stroopuit, was een goederentramlijn in Zeeuws-Vlaanderen. Vanaf de Turkijensedijk nabij IJzendijke liep de lijn via Turkije naar Stroopuit.

## Geschiedenis
De lijn werd in 1926 geopend door de Zeeuwsch-Vlaamsche Tramweg-Maatschappij en werd uitsluitend voor het vervoer van goederen, met name suikerbieten. In september 1949 wordt het goederenvervoer stilgelegd en de lijn opgebroken.